# Ranunculus sartorianus
Ranunculus sartorianus är en ranunkelväxtart som beskrevs av Pierre Edmond Boissier och Heldr.. Ranunculus sartorianus ingår i släktet ranunkler, och familjen ranunkelväxter. Inga underarter finns listade i Catalogue of Life.